# BBHF
BBHF（ビービーエイチエフ、旧称：Bird Bear Hare and Fish）は、北海道出身のスリーピースロックバンド。所属事務所はSuzume Studios。所属レーベルは同社内に新設されたOuchi Daisuki Club Records。Galileo Galileiの尾崎雄貴と尾崎和樹、そして同バンドのサポートメンバーでもあるDAIKIによる3人組。 2018年に結成後、札幌に拠点を置いて精力的な活動を続けている。公式ファンクラブは「BBHF Family」。

## メンバー
尾崎雄貴・和樹、佐孝はGalileo Galileiの活動終了時のメンバー、またDAIKIは同バンドのサポートメンバーであった。
- 尾崎雄貴（おざき ゆうき／Yuuki Ozaki 、1991年5月27日（34歳） - ）
  - ボーカル・ギター・キーボード・プログラミング
  - 北海道稚内市出身、血液型O型。
  - 身長163cm[6]。
  - ドラムの尾崎和樹は実弟。
  - ソロプロジェクト「warbear」を2017年に始動。
- DAIKI（ダイキ、1988年5月7日（37歳） - ）
  - ギター・ビブラフォン・キーボード・プログラミング
  - バンド「CURTISS」ではボーカル・ギターを担当。
  - Galileo Galileiのツアーにサポートギタリストとして参加している。[7]
  - Newspeakや仮谷せいら、BBHFメンバーである尾崎雄貴のソロ活動、Somewhereのサポートギタリストとしても活動。[8][9][10]
  - Aimerや仮谷せいら、Faint★Starへ楽曲提供するなど、作曲家としても活動。[11][12][13]
- 尾崎和樹（おざき かずき／Kazuki Ozaki、1993年5月11日（32歳） - ）
  - ドラムス・パーカッション・キーボード・プログラミング
  - 北海道稚内市出身、血液型A型。
  - 身長161.5cm[6]。
  - ボーカルの尾崎雄貴は実兄。
  - 雄貴のソロプロジェクト「warbear」の楽曲にも参加しており、ライブではキーボード、ドラムなどを担当

### サポートメンバー
- 岩井郁人（いわい ふみと／Fumito Iwai、 1990年12月24日（34歳）- ）
  - 2019年7月30日 "LIQUIDROOM 15th ANNIVERSARY" 以降、ライブにてキーボード・ギターで参加
シングル「かけあがって」や「僕らの生活」のミュージックビデオを監督した。
『BBHF1 -南下する青年-』にはサウンドプロデュースで全面的に参加し、リリース時のアーティスト写真も撮影した。
  - 2009年にGalileo Galileiに加入。2012年に脱退するが、2022年にバンドが活動再開した際には再び正式メンバーとして参加している。また、2012年に脱退後結成したFOLKSではボーカル・ギターを担当していた。
  - 雄貴のソロプロジェクト「warbear」のバンドメンバーとしても参加している。

- 岡崎真輝（おかざき まさき／Masaki Okazaki、1994年9月6日（30歳）[14]）
  - ベース、キーボード、ギター。[15]佐孝脱退後、2021年5月3日の「VIVA LA ROCK 2021」以降のライブでサポートを務めているほか、シングル「黒い翼の間を」以降、音源にも参加している。またwarbearにバンドメンバーとしても参加、2022年に活動を再開したGalileo Galileiでは正式メンバーとなった。
  - 以前はDayDream、Anger Jully The Sunにてベースを担当していた[14][16]。
- Yohey(ようへい／Yohei）
  - ベース。Newspeak、ギターのDAIKIがボーカル・ギターを務めるCURTISS[17]のメンバー。
  - 2022年12月1日のHump Back pre. "HAVE LOVE TOUR 2022"広島公演以降のライブでサポートを務める。[18]

### 元メンバー
- 佐孝仁司（さこう ひとし／Hitoshi Sakou、1991年6月19日（33歳） - ）
  - 2021年3月末を以って脱退[19]。
  - ベース・ギター・サクソフォン・キーボード・プログラミング
  - 北海道稚内市出身、血液型A型。
  - 瀧川ありさの楽曲「色褪せない瞳」にベースの演奏で参加している。

## 略歴・概要

### Galileo Galileiの活動終了
2016年
- 1月25日、ニューアルバム『Sea and The Darkness』のリリースを控えたGalileo Galileiが、当作のリリースとツアーをもってその活動を終了させることを発表[20]。
  - 当時、バンドは「解散」という言葉を用いていなかった[21]。
- 4月10日、地元である北海道の札幌ペニーレーン24にて開催された「"Sea and The Darkness" Last Tour 2016」ファイナル公演にて、ベストアルバムの発売と日本武道館でのラストライブの開催を発表[22]。
- 10月11日、日本武道館にて「Galileo Galilei Last Live～車輪の軸～ at 日本武道館」が開催され、この日をもってGalileo Galileiの活動が終了する。
本公演にはサポートギタリストとしてDAIKIも参加していた[23]。

### バンド始動
2017年
- 12月6日、尾崎雄貴がソロプロジェクトでのアルバム『warbear』を発表[24]。

2018年
- 1月27日、東京の渋谷CLUB QUATTROにて開催されたwarbearの初ツアー「warbear tour 2018 “鳥と熊と野兎と魚”」にて、ツアータイトルの英訳である「Bird Bear Hare and Fish」というバンドの結成と初ライブの開催を発表[25]。
  - バンド名はスティーヴン・キングの長編小説「ダーク・タワー」のキーセンテンスの一節より引用された[26]。
- 5月2日、初の音源「ページ/次の火」をシングルリリース[27]。
- 5月10日、東京の恵比寿LIQUIDROOMにて初ライブ「BBHF」を開催。
この日に初の全国ツアー「MOON BOOTS」を行うことを発表した[28]。
- 8月8日、テレビアニメ「BORUTO-ボルト- NARUTO NEXT GENERATIONS」エンディングテーマに起用された「ライカ」をシングルリリース[29]。
- 9月5日、1stアルバム「Moon Boots」リリース[30]。

2019年
- 7月1日、「BBHF」に改名。またGalileo Galileiを含め長年在籍していたSME Recordsを離れBeacon LABEL（Lastrum）に移籍し、新作音源「Mirror Mirror」を配信リリースした。
また、この日にワンマンツアー「BBHF ONE MAN TOUR"Mirror Mirror"」の開催を発表した[31]。
- 8月19日、改名後初のCD音源「Family」のリリースを発表。
合わせてワンマンツアー「BBHF ONE MAN TOUR "FAM! FAM! FAM!"'」の開催を発表した[32]。
- 11月13日、2nd EP「Family」リリース。
同日、バンド初の7inchシングルを2枚同時リリース。それぞれ1,000枚限定生産で、各B面には未発表楽曲として「なにもしらない」には「黄金」、「涙の階段」には「わかっていた」が収録された[33]。

2020年
- 4月10日、2ndアルバム「BBHF1 -南下する青年-」を5月27日にリリースすることを発表[34]。
合わせて開催されるワンマンツアーのタイトルが「BBHF “mugifumi TOUR”」に決定したことを発表した。
- 5月27日、アルバム発売の延期[35]を受けて、新曲「かけあがって」を緊急リリース[36]。
- 9月2日、2ndアルバム「BBHF1 -南下する青年-」リリース[37]。
- 10月25日、オンライン・ライヴ"BBHF LIVE STREAMING -YOUNG MAN GOES SOUTH-"を開催。

2021年
- 3月6日、佐孝の3月末を以っての脱退を発表[19]。
- 3月19日、新曲「黒い翼の間を」が起用された小野賢章がナレーションを務める「ECCコンピュータ専門学校」のテレビCMが関西エリアで放送開始[38]。
- 3月20日、BBHF新体制初のワンマンライブをUSEN STUDIO COASTで開催することを発表した[39]。
- 3月31日、Live Album/Live Video Album「BBHF LIVE STREAMING -YOUNG MAN GOES SOUTH-」リリース[40]。
- 4月23日、BBHF新体制初の新曲「黒い翼の間を」が、5月12日(水)に配信リリースすることを発表[41]。
- 5月12日、デジタルシングル「黒い翼の間を」リリース。同日に、Amazon Music Japan Channelで無料配信ライブ「ストリーム with：BBHF」を配信[42]。
- 6月10日、有観客ワンマンライブ「BBHF BACK TO THE FUTURE」USEN STUDIO COASTにて開催。同日、Zepp DiverCityを含む全国ツアー「SUPER MOON TOUR 2021」を2021年冬に開催することを発表。
- 10月13日、デジタルシングル「ホームラン」リリース[43]。11月3日、7inchアナログレコード「ホームラン」BBHFオンラインストア数量限定発売。B面にはアナログ限定盤の新曲「愛を忘れないで」を収録。
- 12月10日、「SUPER MOON TOUR 2021」ファイナル公演であるZepp DiverCityにて、2022年バンド史上最大規模となるZepp Hanedaを含む全国ツアー「BBHF “LIVE LOVE LIFE” TOUR 2022」の開催を発表。

2022年
- 5月25日、デジタル EP「13」リリース。
- 7月1日、「BBHF “LIVE LOVE LIFE” TOUR 2022」Zepp Haneda公演にて、6月いっぱいで所属事務所ラストラム・ミュージックエンタテインメントとの契約終了を発表。「Suzume Studios」を設立。
- 8月10日、デジタルシングル「愛を忘れないで」リリース。
- 11月21日、2023年にワンマンライブ「愛のつづき」の開催をすることを発表。

#### 2023年
- 3月15日、デジタルEP「4PIES」を自主レーベルOuchi Daisuki Club Recordsよりリリース。（発売・販売元はVirgin Music Label and Artist Services)[44]
- 12月11日より、初のビルボードライブ「Billboard Live presents BBHF “Neighborhood”」を開催。ビルボードライブ横浜とビルボードライブ大阪で、各2公演ずつ行う。[45]

## 作品

### アルバム
|                 | 作品名               | アルバム詳細                                                                | チャート最高位 | チャート最高位 | チャート最高位  | チャート最高位 | 規格品番    | 規格品番       | 規格品番  |
| --------------- | -------------------- | --------------------------------------------------------------------------- | -------------- | -------------- | --------------- | -------------- | ----------- | -------------- | --------- |
| Billboard Japan | Billboard Japan      | Billboard Japan                                                             | オリコン       |                |                 |                | 規格品番    | 規格品番       | 規格品番  |
| Top Album Sales | 作品名               | アルバム詳細                                                                | オリコン       | Hot Albums     | Download Albums | 初回生産限定盤 | 通常盤      | 完全生産限定盤 |           |
| 1st             | Moon Boots           | - 発売日: 2018年9月5日 - レーベル: SME Records - フォーマット: CD, LP, 配信 | 29             | 41             | 49              | 36             | SECL-2322~3 | SECL-2324      | SEJL-52~3 |
| 2nd             | BBHF1 -南下する青年- | - 発売日: 2020年9月2日 - レーベル: Beacon LABEL - フォーマット: CD, 配信    | 28             | 35             | 37              | 29             | BNCD-0006   | BNCD-0007      | -         |

## タイアップ
| 年     | 楽曲名           | タイアップ                                                                              |
| ------ | ---------------- | --------------------------------------------------------------------------------------- |
| 2018年 | ライカ           | テレビ東京系アニメ『BORUTO-ボルト- NARUTO NEXT GENERATIONS』7月クールエンディングテーマ |
| 2019年 | Torch            | J-WAVE SONAR TRAX                                                                       |
| 2019年 | なにもしらない   | J-WAVE SONAR TRAX                                                                       |
| 2020年 | かけあがって     | J-WAVE SONAR TRAX                                                                       |
| 2020年 | 君はさせてくれる | J-WAVE SONAR TRAX                                                                       |
| 2021年 | 黒い翼の間を     | ECCコンピュータ専門学校「#ゲームつくろうぜ」編CMソング                                  |
| 2021年 | タイトル未定     | 株式会社バルカー CMソング                                                               |
| 2022年 | バックファイア   | 「北海道 to the future プロジェクト」CMソング                                           |

## ミュージックビデオ
| 年     | 楽曲名                             | 監督               |
| ------ | ---------------------------------- | ------------------ |
| 2018年 | ページ                             | Mitch Nakano       |
| 2018年 | ライカ                             | Mitch Nakano       |
| 2019年 | Mirror Mirror                      | 串田匠             |
| 2019年 | Torch（ONLY SSTV EDITION）         |                    |
| 2019年 | なにもしらない                     | 新保拓人           |
| 2020年 | Mirror Mirror（Music Bar Session） | 花元洵             |
| 2020年 | かけあがって                       | 岩井郁人           |
| 2020年 | 僕らの生活                         | 岩井郁人           |
| 2021年 | 黒い翼の間を                       | AVO (maxilla)      |
| 2021年 | ホームラン                         | 尾崎雄貴・岩井郁人 |
| 2022年 | バックファイア                     | 岩井郁人           |
| 2023年 | メガフォン                         | Jonathan Chu       |
| 2023年 | 愛を感じればいい                   | 岩井郁人           |
| 2023年 | エデンの花                         |                    |

## 公演

### ライブ・イベント
- 2018年
  - 5月12日 - ANI-ROCK FES.2018「ハイキュー!! 頂のLIVE 2018」
  - 7月14日 - JOIN ALIVE 2018
  - 8月20日 - LIQUIDROOM 14th ANNIVERSARY Polaris x The fin. x Bird Bear Hare and Fish
  - 12月25日 - Doors Music Apartment -1225Xmas-
- 2019年
  - 1月25日 - LIVE FESTIVAL OUT powered by EMTG MUSIC
  - 4月20日 - 春の緑音祭り
  - 7月30日 - LIQUIDROOM 15th ANNIVERSARY mol-74 x BBHF (Bird Bear Hare and Fish)
  - 10月12日 - Nothing's Carved In Stone ”By Your Side Tour”
  - 10月13日 - FM802 30PARTY MINAMI WHEEL 2019
  - 10月21日 - Hump Back ”僕らの夢や足は止まらないツアー”
- 2020年
  - 1月25日 - Newspeak “No Man’s Empire Tour”
  - 5月3日 - VIVA LA ROCK 2020（開催中止）
  - 5月9日 - RUSH BALL☆R（開催中止）
  - 5月24日 - TOKYO METROPOLITAN ROCK FESTIVAL 2020（開催中止）
  - 6月6日 - CULPOOL -TAKE OUT-
  - 8月9日 - ROCK IN JAPAN FESTIVAL 2020（開催中止）
  - 12月30日 - COUNTDOWN JAPAN 20/21（開催中止）
- 2021年
  - 5月3日 - VIVA LA ROCK 2021
  - 5月15日 - RUSH BALL☆R（開催中止）
  - 5月16日 - OSAKA METROPOLITAN ROCK FESTIVAL 2021（開催断念）
  - 8月26日 - 超存在感 vol.02（BBHF / PELICAN FANCLUB）
  - 8月28日 - RUSH BALL 2021
  - 11月3日 - PIA & AIR FLAG Inc Presents "MUSIC FLAGS"（BBHF / ユアネス）
- 2022年
  - 3月4日 - ame_no_parade×BBHF Two-man live "Detune"
  - 5月29日 - 森、道、市場2022
  - 10月2日 - DREAM MATCH 2022 (BBHF / KOTORI)
  - 12月1日 - Hump Back pre. "HAVE LOVE TOUR 2022" (BBHF - Hump Back)

## 出演

### ラジオ
- BBHF Talks（2020年4月1日 - 2021年3月31日、AIR-G'、毎週水曜 21:30 - 21:55）
- HELLO OSAKA BBHF 〜その青年達は今〜（2020年6月21日、FM802）